# Samedi de rire
Samedi de rire est une émission de télévision québécoise à sketches humoristiques, diffusée le samedi à 19 h du 2 novembre 1985 au 22 avril 1989 à la télévision de Radio-Canada.
L'émission est animée par Yvon Deschamps, qui y joue aux côtés d'une équipe de comédiens récurrents, composée de Normand Chouinard, Normand Brathwaite, Pauline Martin et Michèle Deslauriers. 
Le concept, inspiré de l'émission américaine Saturday Night Live, accueille un invité surprise différent chaque semaine. Chaque émission démarre sur un monologue d'ouverture présenté par Yvon Deschamps, puis enchaîne une série de sketches joués par les comédiens de l'équipe et l'invité.
Une émission nommée Samedi de rire encore plus propose un condensé de 30 minutes des meilleurs sketches présentés au cours des années de Samedi de rire. Elle était diffusée à Canal D depuis le lancement de ce dernier en 1995. Elle est diffusée à Prise 2 depuis le 8 janvier 2011.

## Liste des invités
- Michel Tremblay
- Marcel Leboeuf
- Jean-Guy Moreau
- Les Bananélectriks
- Clémence Desrochers
- Francine Grimaldi
- Pierre Marcotte